# Hermachola capensis
Espèce
Synonymes
- Brachythele capensis Ausserer, 1871

Hermachola capensis est une espèce d'araignées mygalomorphes de la famille des Entypesidae.

## Distribution
Cette espèce est endémique du Cap-Occidental en Afrique du Sud,. Elle se rencontre vers Le Cap.

## Description
La femelle holotype mesure 16,5 mm.
La femelle  décrite par Ríos-Tamayo, Engelbrecht et Goloboff en 2021 mesure 14,24 mm.

## Systématique et taxinomie
Cette espèce a été décrite sous le protonyme Brachythele capensis par Ausserer en 1871. Elle est placée dans le genre Hermacha par Benoit en 1964 puis dans le genre Hermachola par Ríos-Tamayo, Engelbrecht et Goloboff en 2021.

## Étymologie
Son nom d'espèce, composé de cap et du suffixe latin -ensis, « qui vit dans, qui habite », lui a été donné en référence au lieu de sa découverte, la colonie du Cap.

## Publication originale
- Ausserer, 1871 : « Beiträge zur Kenntniss der Arachniden-Familie der Territelariae Thorell (Mygalidae Autor). » Verhandllungen der Kaiserlich-Kongiglichen Zoologish-Botanischen Gesellschaft in Wien, vol. 21, p. 117-224 (texte intégral).